# Łętówka (dopływ Krzczonówki)
Łętówka – górski potok w dorzeczu Raby w polskich Beskidach Zachodnich. Prawie cały bieg w granicach wsi Łętownia. Długość ok. 7,5 km.
Źródła w Beskidzie Makowskim na wysokości ok. 650 m, na wschodnich stokach grzbietu wododziałowego, dzielącego dorzecze Raby od dorzecza Skawy, w rejonie przełęczy, rozdzielącej Grzybkówkę w pasemku Stołowej Góry od grupy Przykieca. Spływa początkowo w kierunku wschodnim, a następnie północnym, opływając od południa i wschodu wschodnie ramię Grzybkówki. Na wysokości ok. 520 m przyjmuje swój największy dopływ lewobrzeżny – potok Bąblówkę, płynący spod Gronia w pasemku Stołowej Góry – i odtąd płynie na wschód z nieznacznym odchyleniem ku północy. Na wysokości kościoła w centrum Łętowni, gdzie wpada do niej wydatny prawy dopływ, zmienia kierunek na północny. Od tego miejsca jej ciek pełni rolę granicy między Beskidem Makowskim (pasemko Stołowej Góry) po stronie lewej (zachodniej) a Beskidem Wyspowym (masyw Zębalowej) po stronie prawej (wschodniej). Ostatni fragment cieku Łętówki (ok. 800 m) znajduje się już w granicach Tokarni. Tu też, na wysokości ok. 419 m, po połączeniu z dopływającą z lewej Bogdanówką, zmienia nazwę na Krzczonówka, która po dalszych ok. 8 km uchodzi do Raby między Lubniem i Pcimiem.
Potok w większości nieuregulowany, brzegi lokalnie umocnione tylko przy przeprawach mostowych. Jedynie w dolnym biegu kilka progów antyrumoszowych.

## Nazwa
„Słownik geograficzny Królestwa Polskiego i innych krajów słowiańskich” t. V z 1884 r. nazwą „Łętówka” określał cały tok od połączenia źródłowego cieku tego potoku z Bąblówką nad Łętownią aż do ujścia Krzczonówki do Raby, z uwagą wszakże, że „Rzekę tę zowią także Krzczonówką”.
Opisany wyżej stan (Łętówka, następnie Krzczonówka) przedstawiają m.in. Geoportal oraz aktualne mapy wydawnictwa COMPASS.
Dawniejsze mapy wydawnictwa PPWK bądź w ogóle nie nazywały górnego toku potoku na terenie Łętowni, określając dolny bieg (na terenie Krzczonowa) Krzczonówką, albo utrzymując nazwę „Łętówka” dla biegu górnego przyjmowały dwoistość nazwy dla dolnego odcinka, określając go jako „Łętówka (Krzczonówka)”.
Portal Openstreetmap  cały tok określa nazwą Krzczonówka. Podobnie przedstawia rzecz na mapie m.in. portal turystyczny „mynaszlaku”.